# Nasser Al-Attiyah
Nasser Salih Nasser Abdullah Al-Attiyah (arabiska: ناصر صالح ناصر عبد الله العطية), född 21 december 1970 i Doha, är en qatarisk rallyförare och sportskytt. Al-Attiyah blev mästare i Production World Rally Championship (2006) och har vunnit Dakarrallyt (2011), samt deltagit i sex olympiska spel i lerduveskyttets skeetgren, med som bäst en tredjeplats i London 2012. Han har även deltagit i asiatiska spelen, med bland annat två lagguld, ett lagsilver samt två individuella brons. Al-Attiyah körde också tävlingshelgen på Losail International Circuit i Speedcar Series under säsongen 2008/2009.

## Rallykarriär
Al-Attiyah blev mästare i Qatar National Rally Championship samtliga år mellan 1990 och 1995 och har sedan deltagit under många år i Middle East Rally Championship. Där blev han mästare år 2003 och sedan mellan 2005 och 2009. Under 2010 gick titeln till Misfer Al-Marri, då Al-Attiyah blev tvåa, men var tillbaka hos Al-Attiyah år 2011.

### World Rally Championship
Al-Attiyah debuterade i produktionsklassen i World Rally Championship med en Subaru Impreza WRX STi år 2004. Han blev som bäst trea i Argentina och hans slutplacering under säsongen blev en sjundeplats. Han tog sedan sin första seger i samma rally ett år senare, då han även tog två tredjeplatser. Totalt blev han endast slagen av den ganska överlägsna Toshihiro Arai och slutade på andra plats bakom japanen.

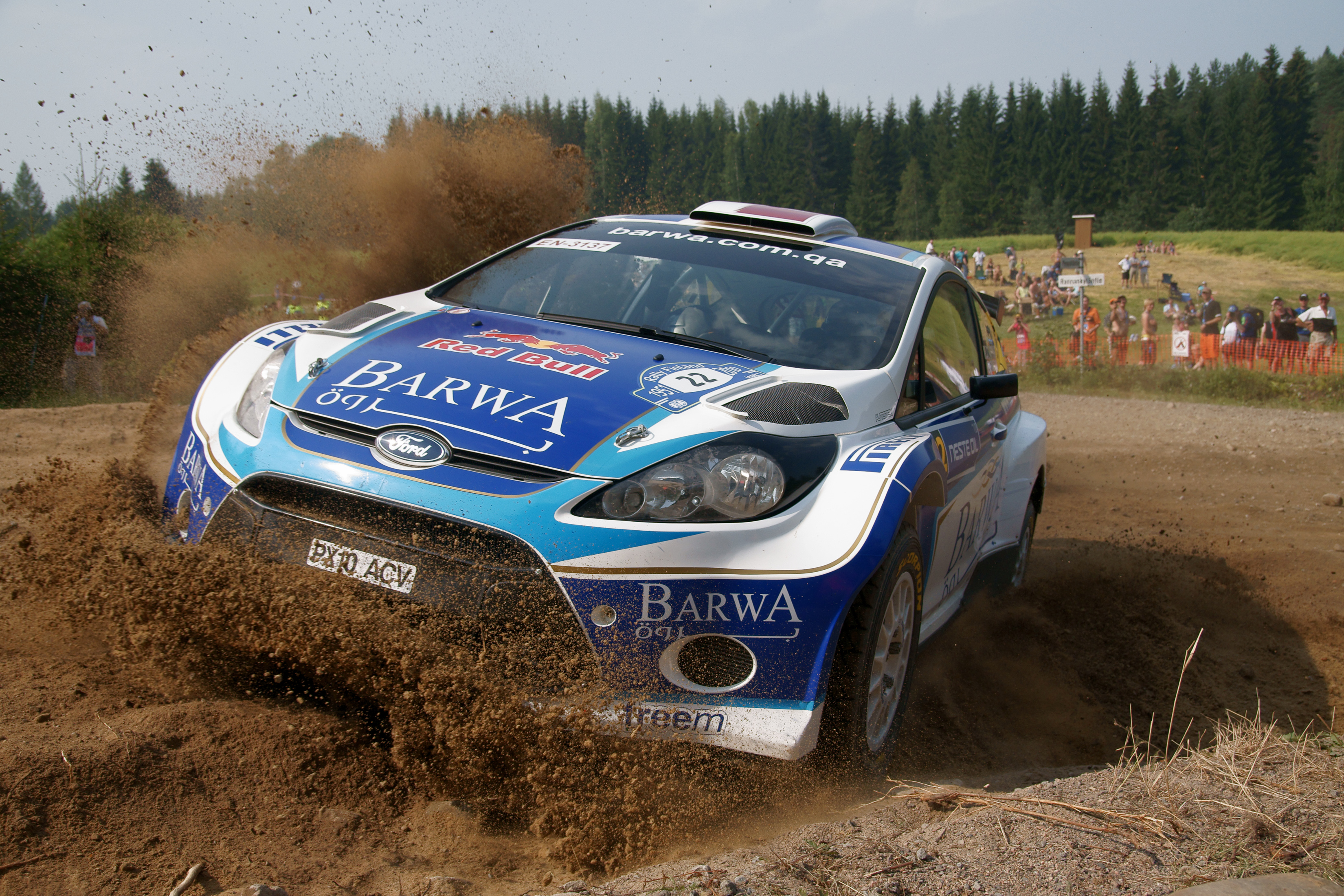
Nasser Al-Attiyah i en Ford Fiesta under finska rallyt 2010.

Under sitt tredje år i klassen, 2006, tog Al-Attiyah sin första totalseger. Med två vunna rallyn under säsongen, samt en andra och en tredjeplats, blev han mästare, då Arai bara blev sexa totalt. Han lyckades dock inte försvara sin titel säsongen 2007. Al-Attiyah tog visserligen en tredjeplats på Irland, men inte så mycket mer i övrigt. Han blev bara nia totalt, för att sedan inte plocka ett enda poäng år 2008.
Al-Attiyah körde sin sista säsong i Production World Rally Championship år 2009. Han deltog dock inte norska rallyt, utan startade säsongen med en tredjeplats på Cypern, vilken var den andra tävlingen. Han blev sedan fyra i Portugal och följde upp med att vinna i både Argentina och på Sardinien i Italien. Det blev hans sista poäng i mästerskapet, eftersom han blev diskvalificerad i Akropolisrallyt, inte ställde upp i Australien och bröt den sista tävlingshelgen i Storbritannien. Han hade därför inte chans att ta mästartiteln, utan slutade på tredje plats totalt.
Al-Attiyah bytte till Super 2000 World Rally Championship 2010, men körde bara halva säsongen. I hans två första tävlingar körde han en Škoda Fabia, men växlade sedan över till en Ford Fiesta och körde tre tävlingar till. Det blev inga pallplatser, utan en fjärdeplacering i Jordanien som bäst. Totalt blev han sjua, en placering som han behöll säsongen 2011. Under det sistnämnda året tog han ändå två andraplatser, men i övrigt räckte inte placeringarna längre.
Det blev ett byte av både bil och mästerskap för Al-Attiyah till säsongen 2012. Han lämnade S2000 och steg upp till huvudklassen, World Rally Championship. Han missade säsongens första tävling, Monte Carlo-rallyt, men anslöt i en Citroën DS3 WRC till svenska rallyt, där han slutade på 21:a plats.

### Dakarrallyt

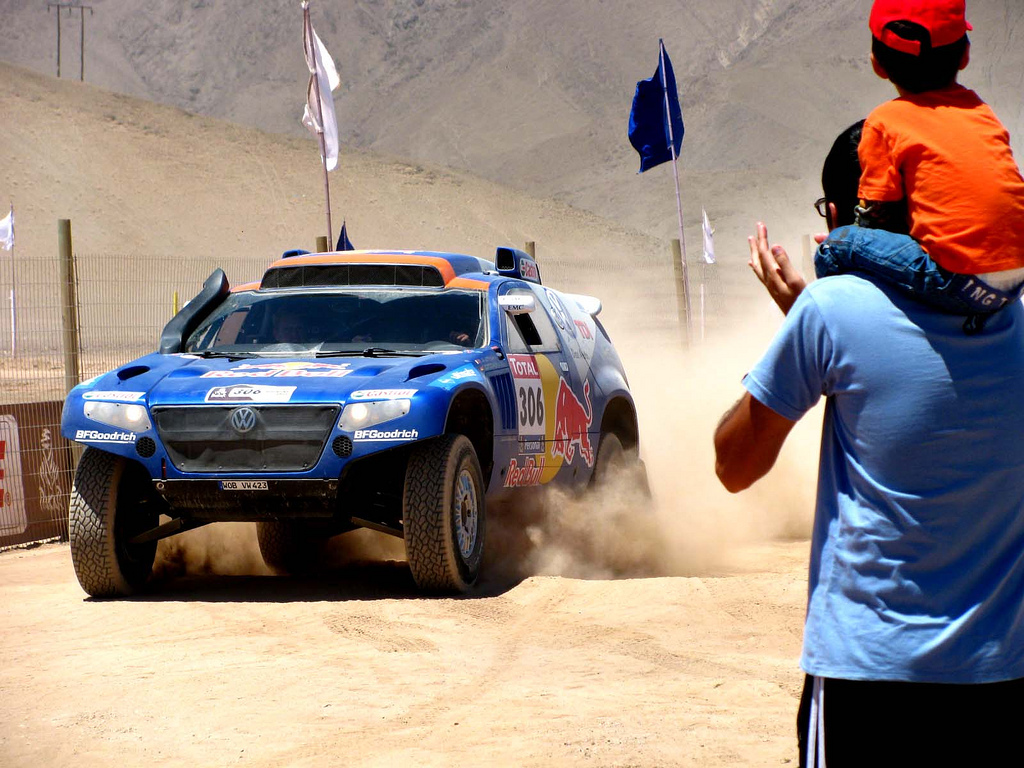
Nasser Al-Attiyah nära Copiapó i Chile under Dakarrallyt 2011.

Al-Attiyah har deltagit i Dakarrallyt sedan 2004, med undantag från 2008, då rallyt ställdes in. Han inledde i en Mitsubishi Pajero för Ralliart med belgaren Marc Bartholomé som co-driver år 2004. Paret slutade rallyt på tionde plats. Al-Attiyah bröt rallyt de två efterföljande åren, men kom i mål på sjätte plats med fransmannen Alain Guehennec i en BMW X3 2007, då de även tog en sträckseger.
År 2008 ställdes rallyt in på grund av terroristhot i Mauretanien, men kom tillbaka i Sydamerika 2009. Al-Attiyah satt då fortfarande i BMW:n, men nu med svensken Tina Thörner som co-driver. De vann två sträckor, men blev senare diskvalificerade för att ha missat nio checkpointar. Reglerna tillät maximalt fyra missar.
Thörner lämnade Al-Attiyah efter 2009 och hon ersattes av tysken Timo Gottschalk. Al-Attiyah körde nu en Volkswagen Touareg och tog fyra sträcksegrar, samt var mycket nära att vinna hela rallyt. Han fick dock se sig slagen av teamkamraten Carlos Sainz, som vann med en marginal på endast två minuter och tolv sekunder, den minsta segermarginalen i Dakarrallyts historia. Al-Attiyah gav sig inte, utan kom tillbaka i samma bil och med samma co-driver 2011. Den här gången var det hans tur och han blev således den första arab att någonsin vinna rallyt. Han tog återigen fyra sträcksegrar och den totala segermarginalen blev på knappt femtio minuter före den andra Volkswagenföraren Giniel de Villiers och en timme och tjugo minuter före Sainz.
Volkswagen valde att dra sig ur Dakarrallyt efter 2011, men Al-Attiyah ville fortsätta. Han ville köra en bil som var så olik den han vann med det föregående året, för att få så stor utmaning som möjligt. Det blev då en Hummer H3 i samma team som Robby Gordon. Det blev dock inget lyckat val för Al-Attiyah, då han fick en rad tekniska problem under rallyt. Han vann trots det två sträckor, men tappade alltför många minuter på bland annat generatorproblem och punkteringar på andra sträckor. Inför den nionde dagen låg han på sjätte plats, över 45 minuter efter ledande Robby Gordon. Ytterligare generatorproblem på sträckan gjorde att Al-Attiyah slutligen valde att ge upp rallyt och bryta.

## Skyttekarriär
Al-Attiyah har deltagit i sex olympiska spel i lerduveskyttegrenen skeet. Det första var år 1996 i Atlanta, USA, då han slutade på femtonde plats av de 54 deltagarna. Han försökte igen år 2000 i Sydney och gick den här gången vidare till finalen, där han dock blev sist och slutade på sjätte plats i tävlingen.
Al-Attiyahs tredje olympiska spel kom i Aten år 2004, då han blev femma i kvalomgången, för att sedan avancera till fjärde i finalen. Al-Attiyah lyckades inte upprepa sin fina position i Peking 2008, utan slutade bara på femtonde plats. Han kom dock tillbaka 2012 i London, där han gick till final och slutade på bronsplacering efter en särskjutning mot ryssen Valeriy Shomin. Deltagandet innebar att Al-Attiyah missade finska rallyt som avgjordes samtidigt. Han tävlade även 2016 i Rio de Janeiro.
Utöver olympiska spelen har Al-Attiyah tagit två guld i lagtävlingarna i asiatiska spelen (2002 och 2010), ett silver i lagtävlingen (2022) samt två brons individuellt år 2010 och 2022. Han har även tre guld och två silver i de asiatiska skyttemästerskapen.